# Апокалипсис Петра
Апокалипсис Петра (Откровение Петра) — христианский апокриф, написанный в первой половине II века.

## Оригиналы
Впервые фрагмент Апокалипсиса Петра на греческом языке был обнаружен в XIX веке в Египте.
В XX веке полный текст данного апокрифа был обнаружен на эфиопском языке.

## Описание
Текст представляет собой собрание четырёх рассказов: преображение Христа на горе Фавор и следующее за ним описание рая, а также елеонская проповедь Христа и следующее за ней описание ада. При этом эфиопская и греческая версии сильно отличаются друг от друга, сходясь главным образом в двух идеях: волхвы (жрецы язычников) после смерти попадают в ад; все грешницы и грешники в аду выше, чем женщины, изгнавшие детей из чрева.

Авторство приписывается апостолу Петру. Климент Александрийский и Мефодий Олимпийский считали текст подлинным и богодухновенным. В «Стихометрии» патриарха Никифора «Апокалипсис Петра» отнесён к спорным произведениям. Канон Муратори (один из древнейших списков канонических книг Нового Завета, вторая половина II века) сообщает об Апокалипсисе Петра следующее: 
Мы принимаем только апокалипсис Иоанна и Петра, хотя некоторые из нас не желают, чтобы последний читался в церкви.
Макарий Великий и Евсевий Кесарийский относят Откровение Петра к подложным произведениям.
Апокалипсис Петра представляет собой смесь различных евангельских сюжетов с эсхатологическими мотивами. При этом сочинение не акцентируется на втором пришествии Христа, уделяя всё внимание описаниям ада, рая, посмертных мучений и наград, имея тем самым пастырскую цель.

## Издания
греческие фрагменты из Ахмима
- Lods A., L’evangile et l’apocalypse de Pierre. // Mémoires publiés par les membres de la mission archéologique au Caire / sous la direct. de M. U. Bouriant. — 1892. — T. IX, fasc. 1er, PP. 137—147 (2142—2146)
  - Lods A., L’evangile et l’apocalypse de Pierre : publiés pour la 1re fois d’aprés les photographies du manuscrit de Gizéh : avec un appendice sur les rectifications a apporter au texte grec du Livre d’Hénoch. — Paris : Ernest Leroux, 1893. — [6], 119, [6] p.
- M. R. James, A new text of the Apocalypse of Peter II. // The Journal of Theological Studies. — Vol. 12, № 47 (April, 1911). — PP. 362—383

эфиопский текст
- Grébaut S., Littérature éthiopienne pseudo-Clémentine". // Revue de l’Orient Chrétien, new series. — vol. 15 (1910). — PP. 198—214, 307—323.
- Duensing H., Ein Stücke der urchristlichen Petrusapokalypse enthaltender Traktat der äthiopischen pseudoclementinischen Literatur. // Zeitschrift für die neutestamentliche Wissenschaft. — Bd. 14, № 1 (Jan, 1913). — SS. 65—78.
- Maurer Ch., Apocalypse of Peter, transl. D. Hill // New Testament Apocrypha / edit. by E. Henecke, E. Schneemelcher and R. Wilson. — Philadelphia, PA : Westminster, 1964. — vol. II. — PP. 664—683

## Переводы на русский
- Витковская М. Г., Витковский В. Е. Откровение Петра // Апокрифические Апокалипсисы = Перевод выполнен по изданию: «E. Hennecke. Neutestamentliche Apokryphen in deutscher Ubersetzung. Bd. 2. Tubingen, 1964». — СПб.: Алетейя (издательство), 2001. — С. 186—199. — ISBN 5-89329-223-5.
- А. Б. Ранович, в: «Первоисточники по истории раннего христианства»[4][5][6].
- Хосроев А., 1997, в Приложении к: Хосроев А. Из истории раннего христианства (на материале коптской библиотеки из Наг-Хаммади). М.: Присцельс, 1997[7].